# Glendora (métro de Los Angeles)
 (2025).
Pour les articles homonymes, voir Glendora.
Glendora est une future station de métro américaine à Glendora, dans le comté de Los Angeles, en Californie. Située sur la ligne A du métro de Los Angeles entre APU/Citrus College et San Dimas, elle doit ouvrir le 19 septembre 2025.